# Kemijska oceanografija
Kemijska oceanografija bavi se kemijskom i fizičkom prirodom mora, s procesima koji kontroliraju njegov sastav i s procesima kojima more utječe na atmosferu i tlo. Kemija mora ima glavnu ulogu u atmosferskim, biološkim i geokemijskim procesima.